# Ōban Star-Racers
Ōban Star-Racers ist eine französisch-japanische Zeichentrickserie, die von Savin Yeatman-Eiffel erschaffen und von seiner Firma Sav! The World Productions in Zusammenarbeit mit Bandai Visual, France 3 und Jetix produziert wurde. Die Serie besteht aus 26 Folgen zu 22 Minuten und benutzt eine Mischung aus 2D- und Computeranimation.

## Handlung
Im Jahre 2082 tritt die Erde bei dem großen Wettrennen auf Ōban an. Der Hauptpreis ist, dass der „Avatar“, ein mit nahezu unendlichen Kräften ausgestattetes Wesen, dem Gewinner einen Wunsch erfüllt, sei es die Herrschaft über das Universum, Planeten vernichten oder sogar die Auferweckung von geliebten Wesen. Eva Wei, eine Schülerin der Erde, flieht aus der Schule, um ihren Vater Don Wei, den Vorsitzenden des großen Konzerns Wei Racing, kennenzulernen. Don Wei sah seine Tochter seit vielen Jahren nicht mehr. Don Wei nimmt sie in sein Team auf, sie erzählt ihm jedoch nicht, dass sie seine leibliche Tochter ist, sondern gibt sich als „Molly“ aus, um ihren Vater näher kennenzulernen. Kurz vor dem ersten Rennen wird jedoch der Toprennpilot der Erde, Rick Thunderbolt, das Opfer eines Anschlages von Sabotage. Don Wei setzt daher ein anderes Mitglied seines Rennteams als Ersatz ein. Der Kanonier des Schiffes, Jordan Wilde, entpuppt sich jedoch als miserabler Pilot. Molly stiehlt das Schiff und fliegt erstaunlich gut, so dass Don Wei beschließt, dass Molly die einzige ist, welche Rick bei dem großen Rennen vertreten kann. Getroffen vom Tod ihrer Mutter, einer berühmten Rennpilotin, will Molly unbedingt, dass das Team ihres Vaters gewinnt.

## Figuren
Eva Wei (Molly)
Molly heißt eigentlich Eva, ist 15 Jahre alt und verlor ihre Mutter bei einem Rennunfall. Sie ist ein liebenswertes, manchmal rebellisches Mädchen, eine talentierte Mechanikerin und Pilotin. Nach ihrem fünfzehnten Geburtstag haut Eva aus dem Internat ab, um sich auf die Suche nach ihrem Vater Don Wei zu machen. Sie hängt sehr an den alten Erinnerungen und wünscht sich, dass alles wieder wie früher wird, als ihre Mutter noch lebte und sich ihr Vater für sie interessierte. Als sie auf Don Wei trifft, gibt sich Molly zuerst nicht zu erkennen, ihren Decknamen Molly sieht sie auf einem Poster für Sonnencreme der Marke Molly Spring. Für Molly ergibt sich schnell die passende Gelegenheit, sich den Respekt ihres Vaters zu erarbeiten. Sie springt als Rennpilotin ein und freundet sich mit ihrem Kopiloten Jordan an. Für ihren verbündeten Prinz Aikka empfindet Molly aber scheinbar mehr.
Sie hegte einen Groll gegen Spirit, welcher der Gegner ihrer Mutter bei dem Rennen war, in dem sie starb. Sie kann diesen Groll überwinden, als Spirit ihr durch Telepathie, den Unfall aus seinem Blickwinkel zeigt. Dadurch erfährt sie, dass ein technischer Defekt den Unfall verursachte und Spirit sogar versuchte, ihrer Mutter zu helfen.
Zum Ende der Serie lebt sie glücklich mit ihrem Vater und geht auf eine neue Schule, welche näher an ihrem Zuhause liegt.
Don Wei
Don Wei ist der Vater von Molly und ein ehrgeiziger, anspruchsvoller Teamleiter. Er stellt enorme Anforderungen an das Team. Zehn Jahre vor dem großen Rennen verlor er seine Frau Maya bei einem Rennunfall. Er war so erschüttert, dass er seinen damaligen Lebensstil abbrach, sein Team und sogar seine kleine Tochter Eva zurückließ. Als Don Wei erkennt, das Molly seine Tochter Eva ist, muss er an die Vergangenheit denken.
Maya Wei
Maya ist Mollys Mutter und Don Weis Ehefrau. Sie gehörte einst zu den besten Rennpilotinnen der Erde. Maya starb jedoch vor 10 Jahren bei einem Rennunfall.
Sie ist zwar tot, kommt aber doch relativ häufig in den Episoden durch Mollys und Don Weis Erinnerungen vor.
Jordan C. Wilde
Jordan ist ein 17 Jahre alter Absolvent der Militär-Akademie. Er ist der Schütze des Teams. Auf dem Planeten Alwas trifft er zum ersten Mal auf Außerirdische, was ihn anfänglich verunsichert. Er trägt die Erkennungsmarken seines Großvaters als Glücksbringer bei sich. Zu Beginn akzeptiert er Molly nur mäßig als neue Pilotin, mit der Zeit sieht er in ihr aber mehr als eine Teamkameradin. Er bemerkt das besondere Verhältnis zwischen Prinz Aikka und Molly, was ihn eifersüchtig macht. In der letzten Episode Der Augenblick der Wahrheit wird er Avatar, als er versucht Canaletto zu besiegen und damit Eva zu retten. Dabei gesteht er, dass er in Eva verliebt ist und küsst sie, bevor das Team Erde die Heimreise antritt.
Rick Thunderbolt
Rick Thunderbolt ist der Toppilot des Rennteams, bis er in einen Unfall verwickelt wird und seine Karriere beenden muss. Er übernimmt den Posten des Renncoachs und wird zu einer Art Vaterfigur für Jordan und Molly. Während seiner Zeit auf Alwas stellte er auch Nachforschungen zu seinem Unfall an und fand den Saboteur und ein Amulett mit Canalettos Zeichen. Mithilfe eines Schamanen fand er Canaletto, jedoch löschte dieser Ricks Gedächtnis, so dass dieser Canaletto vollständig vergaß. Nach Beendigung des Auftrags verlässt er das Team, noch bevor der Startschuss zum großen Finale auf Ōban fällt. Der Anblick der beiden erfolgreichen Piloten ist für ihn nicht zu ertragen. Rick hat in der Episode Schweigsam wie Spirit herausgefunden, dass Molly Don Weis Tochter ist, dies jedoch für sich behalten.
Koji und Stan
Koji und Stan sind die Mechaniker des Erden-Teams. Sie arbeiteten ursprünglich bei Miguel. Miguel wollte die beiden erst nicht gehen lassen, ließ sich aber überreden als er zusätzlich, zu dem für die beiden Arrows, erhaltenen Geldkoffer, einen zweiten bekam. Koji ist auf das Informatiksystem spezialisiert während Stan sich auf Antriebssysteme konzentriert. Sie könnten selbst einem Toaster das fliegen beibringen.
Prinz Aikka
Aikka ist Nourasianer und Prinz seiner Welt. Er wird bei den Rennen von seinem Mentor, einem Fechtmeister, begleitet. Genau wie für die Menschen ist es auch für Prinz Aikka wichtig, das Rennen zu gewinnen, denn sonst werden die Crogs auch über seine Welt regieren. Obwohl sich Molly und Aikka schon mehrere Male am Anfang der Geschichte treffen, kommen sie sich erst auf Ōban näher. Doch sowohl Don Wei als auch Aikkas Fechtmeister versuchen sie auseinanderzubringen. Die Wogen glätten sich, und es entwickelt sich sogar eine tiefe Freundschaft zwischen Aikka und Molly, nachdem der Prinz dem irdischen Team aus einer sehr bedrohlichen Situation hilft. G’dar ist der Star-Racer von Prinz Aikka. Ein riesiger Skarabäus, der nicht übermäßig schnell fliegt, aber der eben fliegt und das ist die Hauptsache. Die Stärke des Prinzen ist also nicht sein Racer Gdar, sondern es sind seine magischen Kräfte. Gdar hat den Vorteil, ein Lebewesen zu sein, und ist somit unabhängig und kann seine eigenen Reflexe haben, was man nicht vernachlässigen sollte.
Der Avatar
Ein gewaltiges, mächtiges Wesen, welches alle 10.000 Jahre durch den Sieg im Rennen von Ōban ausgewählt wird. Die Aufgabe des Avatars ist es über den Mutterplaneten Oban und die gesamte Schöpfung zu wachen.
Satis
Satis ist stets gut gelaunt und Mentor des Erdenteams auf dem Planeten Alwas. Er spielt aber auch noch in einem anderen Zusammenhang eine entscheidende Rolle. Denn er ist auch Super-Racer einer der Gegner auf dem Planeten Alwas und außerdem der Avatar.
Canaletto
Canaletto, auch bekannt als „der ewig Zeitlose“, war der Avatar vor Satis. Er möchte erneut Avatar werden und die Macht dazu verwenden, alles Leben auszulöschen da die Schöpfung aus seiner Sicht fehlerhaft und nicht perfekt ist, anschließend will er mit der Macht Obans alles nach seinen Vorstellungen erneuern, damit es perfekt ist. Er wird im Fliegenden Tempel auf Ōban gefangen gehalten. Um erneut Avatar zu werden, manipuliert er das Rennen und verhilft so Molly zum Sieg, da sie, durch weitere Manipulationen von seiner Seite, nicht willens ist, Avatar zu werden. Durch diese Ablehnung besteht die Möglichkeit, Mollys Platz einzunehmen. Er war derjenige, der durch geschickte Manipulation, den Unfall bei dem Mollys Mutter starb, verursachte.

## Der Arrow
Der Arrow ist das Rennschiff des Erdenteams. Im Laufe der Serie gibt es drei unterschiedliche Exemplare
Arrow I: Wurde im ersten Rennen sabotiert und dadurch zerstört.
Arrow II: Ist der Ersatz-Racer des Erdenteams. Er wurde beim Rennen gegen Spirit zerstört.
Arrow III: Wurde nach dem Rennen gegen Spirit von Stan & Koji mithilfe von Flint & Marcel gebaut. Er wurde aus den Resten anderer Star-Racer auf dem den Star-Racer Friedhof gebaut. Der Arrow III besitzt einen verbesserten Hyperantrieb und ist schneller, stärker und sicherer als der Arrow II.

## Gegner
Spirit
Spirit ist der Botschafter der Fihls; einer telepathischen, polymorphen Spezies, welche sich verwandeln kann und ist somit selbst sein Star-Racer. Er war der Gegner von Evas Mutter Maya, in dem Rennen, in dem sie ihren tödlichen Unfall hatte, weshalb Don Wei und Eva ihn verdächtigten, diesen verursacht zu haben. In Episode 11 Schweigsam wie Spirit, las er Evas Gedanken um den Grund für ihren Groll, gegen ihn zu erfahren, dabei zeigte er ihr was wirklich geschah, nämlich dass er versuchte Evas Mutter zu retten. Nachdem er Eva dies gezeigt hatte, weinte er und gewann das Rennen.
Oberst Toros
Ist der Pilot der Crogs, der den Auftrag hat, ins Finale einzuziehen. Er war der Anführer der Invasion von Rush’s Heimatwelt Byrus. Da er ein Rennen gegen Molly verliert, wird er auf seinem Heimatplaneten exekutiert, da Crogs keine Niederlagen akzeptieren. Sein Nachfolger wird General Kross.
General Kross
General Kross ersetzt Oberst Toros als Pilot der Crogs. Er möchte die Macht des Avatars einsetzen, um gegen andere Völker Krieg zu führen. Im imperialen Parlament der Crogs ist er eine treibende Kraft für die Pläne zur Eroberung der Erde. Als er erfährt, was der ultimative Preis ist, erpresst er das Parlament und wird dadurch zum neuen Imperator. Er stirbt im letzten Rennen, als sein Star-Racer vom Arrow III auf den Boden gepresst wird und explodiert.
Rush
Rush lebt auf dem Planeten Byrus und arbeitet als Weltraum-Bergarbeiter. Trotz seines grobschlächtigen Aussehens, hat er ein gutes Herz und ist sehr sympathisch. Er hat eine positive Einstellung und für ihn ist das Glas immer halb voll. Er besitzt Sportsgeist und hat sich mit dem Erd-Team angefreundet und Molly sogar zu ihrem Sieg über ihn gratuliert. In den Vorentscheidungen wurde er von Oberst Toros schwer verletzt und gab das Rennen auf. Beim Entscheidungsrennen von Molly gegen Toros, hat er sie am lautesten angefeuert.
Sul
Sul ist ein Magier von dem es heißt, er sei so mächtig wie der Avatar. Er ist der Herrscher über Raum und Zeit, außerdem bestimmt er die Zukunft.
Sein Racer ist eine „Pyramide“ die er durch Magie entstehen lässt, im Finale lag er mit vielen Punkten im Vorsprung. Doch während des 7. Rennens wird er von Canaletto in eine Falle gelockt, da er mit seinen Fähigkeiten das Schicksal beeinflussen kann und deshalb seine Pläne in Gefahr brachte. Mit einem Transdimsionalen Portal, gelang es Canaletto Sul in einer anderen Dimension zu fangen.
Ning und Skun
Zwei Schwestern vom Planeten Inna. Äußerlich ähneln beide stark einem Sukkubus. Skun ist sehr stark und besitzt scharfe Fingernägel, welche den Rumpf eines Star-Racers leicht durchstoßen können. Sie wollen das Rennen von Ōban gewinnen, um ihr Volk wieder zusammenzuführen, das im ganzen Universum zerstreut ist. Ihr Star-Racer besteht aus zwei Einsitzern, die sich aber auch zu einem Racer zusammensetzen lassen können.
Ondai
Ondai ist ein hoch entwickelter Roboter der es bis ins Finale an Oban geschafft hat. Der Grund für seine Teilnahme ist es, mithielfe des größten aller Preise, herauszufinden wie es ist Gefühle zu haben. Ungeachtet dessen ist er dennoch von der Überlegenheit der Maschinen gegenüber Lebewesen überzeugt. Sein Star-Racer ist ein ihm selbst nachempfundener Roboter, welcher sowohl fliegen als auch am Boden kämpfen kann.
O
O ist ein Lebewesen, welches aussieht wie eine zwei Meter große Träne mit einem riesigen Auge. Er hält sich aus vielen Angelegenheiten heraus, ist dabei aber einer der bessern im Rennen. Er ist bereits über 10.000 Jahre alt und nahm sogar am Rennen Teil, bei dem Satis zum Avatar würde. Er empfindet starke Reue, da er Satis bei dessen Ernennung nicht unterstützte, wodurch dieser Canaletto nur einsperren und nicht vernichten konnte. In der vorletzten Episode opfert er sich, um Molly, Aikka und Jordan zu retten.
Muir
Dieses Wesen sieht aus wie ein gigantischer Krebs. Sein Kamerad wurde von Jägern getötet, da die Tentakel auf dem Rücken seiner Spezies, die zur telepathischen Kommunikation dienen, als Jagdtrophäe gelten. Als er erfährt, dass er mit dem Sieg im Rennen von Oban seinen Kameraden nicht wiederbeleben kann, bricht er das Rennen ab.
Lord Furter
Lord Furter ist Kapitän einer Piratencrew, welche mit ihrem, einem Schiff nachempfundenen, Star-Racer am Rennen teilnehmen. Molly besiegte ihn im ersten Rennen auf Ōban. Er ist ein schlechter Verlierer und griff Molly und Jordan nach dem Rennen an und ließ die beiden gefesselt in einem instabilen Tempel zurück, wo diese von einem der Bewohner von Oban gerettet wurden.
Paradice
Paradice ist eine, einer Katze nachempfundenen, Außerirdische und spielt ihren Gegnern gern Streiche.
Ceres
Ein gesichtsloser Pilot, der der letzte Überlebende des Volkes der Mong ist.
Flint
Flint ist der lokale Favorit von Alwas. Er und seine Freunde halfen, Stan und Koji beim Bau des Arrow III. Er unterstützt das Team Erde, denn wenn diese gewinnen, kann er von sich behaupten, dass er gegen die besten verloren hat.
Grooor
Grooor ist der Champion vom Planeten Pirus. Er versucht seine Gegner nicht nur zu besiegen, sondern auch zu demütigen. Außerdem ist er ein schlechter Verlierer und griff Molly an, als diese ihren Frust in Drinks ertränken wollte, dort wurde er von Aika besiegt. Sein Star-Racer besteht aus polarisiertem Titan.

## Episoden-Liste
1. Ein neuer Anfang
In der zweiten Hälfte des 21. Jahrhunderts legte der technische Fortschritt im Bereich der Sublichtantriebe den Grundstein für eine bis dato nie dagewesene Expansionswelle der menschlichen Rasse. Entdecker begannen damit, ferne Planetensysteme zu erkunden, die Menschen besiedelten neue Welten und stießen dabei immer weiter ins Unbekannte. Im Jahre 2057 starteten die aggressivsten Nachbarn der Erde, die Krogs, einen hinterhältigen Überraschungsangriff. Die Verteidigungslinien hielten stand und es gelang, die Krogs zurückzustoßen. Seitdem lebten die Menschen in Frieden mit ihren Nachbarn bis zum heutigen Tag.
Eva feiert ihren Geburtstag im Internat, wieder einmal ohne ihren Vater. Da sie auch diesmal nichts von ihm hört, beschließt sie kurzerhand, ihrem Papa einen Besuch abzustatten.
Aber als Eva vor ihm steht, traut sie sich nicht, ihm zu sagen, wer sie wirklich ist. Sie stellt sich als Molly vor, und das Abenteuer beginnt.
2. Erste Feindseligkeiten
Das Team Erde erreicht den fernen Planeten Alwas. Eva, eine blinde Passagierin an Bord, gibt sich den anderen gegenüber als Molly aus. Nichtsahnend nimmt die Raumschiffcrew das Mädchen in ihr Team auf. Als Eva/Molly auf eigene Faust die Gegend erkundet, trifft sie zum ersten Mal auf Prinz Aikka.
3. Grausam wie Groor
Das Team Erde ist verzweifelt: Der Pilot Rick wurde beim letzten Rennen verletzt und ist nicht einsatzfähig. Jordan fällt als Ersatzpilot aus. Also beschließt Don Wei, im nächsten Rennen selbst das Steuer zu übernehmen. Doch Molly kommt ihm zuvor, kapert das Schiff und gewinnt dadurch das Rennen.
4. Der beliebte Flint
Nachdem der Präsident ihn über den Ernst der Lage aufgeklärt hat, sieht sich Don Wei gezwungen, Molly als Pilotin ins Team zu holen. Da das Mädchen aber nirgendwo zu finden ist, schickt er Jordan los, um nach ihr zu suchen. Molly steckt gerade in einer Rangelei mit dem übermächtigen Groor. Jetzt kann nur noch Prinz Aikka helfen.
Molly und Jordan schaffen es gerade noch zum Rennen und können das Alwas-Team besiegen.
5. Zerstörerisch wie Ceres
Molly hat ihr zweites Rennen gewonnen und ist überglücklich. Als plötzlich Rick wieder auftaucht, macht Don Wei ihn sofort wieder zum Piloten des Teams Erde. Molly ist darüber fürchterlich enttäuscht und läuft weg. Alles scheint wieder beim Alten zu sein, bis Molly Rick und Jordan während des Rennens aus der Patsche helfen muss.
6. Verspielt wie Para-Dice
Molly und Don Wei streiten wieder einmal. Jordan versucht Molly aufzuheitern. Plötzlich erscheint ein kleiner Roboter und lädt die beiden ein, als erste Spieler das neue Videospiel Para-Dice-City einzuweihen. Das PC-Spiel erweist sich als unheimlich realistisch.
7. Hinterhältig wie Toros
Rick versucht herauszufinden, wer für den Anschlag auf sein Schiff verantwortlich war. Dabei stößt er auf eine erste heiße Spur. Zugleich benennt der Avatar in einer feierlichen Runde die Finalisten der Vorausscheidungen. Beim ersten Rennen erleben Molly und Jordan eine böse Überraschung gegen Oberst Toros vom Crog-Imperium.
8. Anmutig wie Aikka
Beim Spaziergang trifft Molly auf Prinz Aikka, ihren nächsten Gegner. Da sich die beiden mögen, gesteht Aikka, dass er den Befehl hat, sie auszuschalten. Molly gelingt es, Prinz Aikka zu einem Rennen ohne Waffen zu überreden. Doch Don Wei ist dagegen. Jordan hört auf ihn und schießt auf Aikka. Dieser trifft den Arrow 2 mit einem magischen Pfeil, und so verlieren Molly und Jordan ein weiteres Rennen.
9. Siegessicher wie Super-Racer
Molly und Don Wei streiten sich wieder einmal. Don Wei hat die Nase voll: Er bittet den Star-Racer-Champion Rick Thunderbolt, dem Mädchen ein Intensivtraining aufs Auge zu drücken. Kaum hat sie das hinter sich gebracht, wartet im Rennen die nächste Überraschung: Satis (den sie aber besiegt).
10. Riesig wie Rush
Molly hat das harte Trainingsprogramm von Rick mit Bravour gemeistert. Jetzt startet sie mit neuem Schwung ins nächste Rennen. Während des Rennens müssen sie und Jordan bald erkennen, dass es um mehr als nur Geschwindigkeit geht. Aber sie gewinnen und kommen sich zum ersten Mal näher.
11. Schweigsam wie Spirit
Molly und Jordan gehen an den Start, um für das Team Erde den nächsten Sieg zu ergattern. Alle sind sicher, dass die beiden gewinnen können, nachdem Molly das harte Training von Rick absolviert hat. Doch dann erkennt Molly in ihrem Gegner Spirit den Außerirdischen, der ihre Mutter auf dem Gewissen hat, und will sich rächen.
12. Der Wille zum Sieg
Nachdem Molly wieder aufgewacht ist, erfährt sie von Jordan, dass der Arrow 2 beim Absturz schwer beschädigt wurde. Kurz darauf erhält sie Besuch von Rick. Er gesteht, ihre wahre Identität zu kennen. Währenddessen treffen Stan und Koji auf der Suche nach Ersatzteilen auf zwei alte Bekannte.
13. Aus dem Weg!
Koji und Stan haben aus den Ersatzteilen der Außerirdischen einen neuen Racer gebaut, der noch schneller als der Arrow 2 ist.
Bei dem Entscheidungsrennen müssen Molly und Jordan wieder gegen Oberst Toros antreten. Und gewinnen dank dem neuen Racer.
14. Willkommen auf Ōban
Das Team Erde ist auf Ōban eingetroffen, und kurz darauf erscheint Satis und berichtet freudig, dass er der neue Rennleiter geworden ist. Gleich darauf beginnt auch schon das erste Rennen auf Ōban; es findet in einer Wüstenlandschaft statt. Molly (Eva) kommt auf Platz 5.
15. Furchtbar wie Lord Furter
Jordan und Molly erkunden auf eigene Faust Ōban. Dabei geraten sie in eine Falle von Lord Furter. Den beiden stürzt fast eine Tempeldecke auf den Kopf, doch ein seltsames Wesen rettet sie. Kaum zurück, müssen Molly und Jordan ins nächste Rennen. Und auf wen treffen sie? Natürlich wieder auf Lord Fureter. Durch einen kleinen Kampf mit ihm verlieren sie das Rennen.
16. Heimtückisch wie Ning & Skun
In diesem Rennen mussten Molly und Jordan gegen die Außerirdischen Ning und Skun antreten. Die beiden Chaotinnen beschießen den Arrow 3 mit Plasmageschossen. Molly kann im letzten Moment ausweichen, verliert aber dadurch das Rennen. Am Abend versucht Jordan Molly seine Liebe zu ihr zu gestehen.
17. Optimiert wie Ondai
Bei dem Rennen in verschneiten Bergen läuft zuerst alles gut für das Team Erde – bis Aikka sie mit einem magischen Pfeil beschießt. Es sieht so aus, als ob alles verloren wäre, aber Molly findet heraus, dass das Tor unter einer Eisdecke versteckt ist. Sie liefert sich ein heißes Kopf-an-Kopf-Rennen mit Ondai, aus dem sie als Siegerin hervorgeht.
18. Der fürchterliche Muir
In dieser Folge dachte Don Wei zuerst an die Vergangenheit. Er hat endlich gemerkt, dass Molly seine Tochter Eva ist, und möchte nicht, dass sie beim nächsten Rennen (das sehr gefährlich sein soll) teilnimmt. Sie tut es aber doch. Alles läuft gut, bis Muir den Arrow 3 angreift. Er entführt Molly und zeigt ihr, warum er den größten aller Preise gewinnen will.
19. Der Ursprung aller Welten
Nachts kommt Prinz Aikka zu Molly und kündigt ihr die Freundschaft. Was sie nicht weiß: Der Prinz steht mittlerweile völlig unter dem Einfluss von Kross. Beim Rennen schießt Aikka Pfeile auf den Arrow.
Derweil entdeckt Koji, dass das Planeteninnere von Ōban einen organischen Ursprung zu haben scheint.
20. Geheimnisvoll wie Sul
Molly möchte mit Aikka über sein Verhalten reden. Als sie ihn gerade findet, bemerkt sie, dass er mit Ning, Skun und Ondai eine Verschwörung gegen Sul plant. Molly will Sul warnen, doch dieser reagiert überraschend gelassen. Beim Rennen kommt es dann zu einem offenen Schlagabtausch zwischen Sul und den Verschwörern, aus dem Sul als Sieger hervorgeht.
Das Team Erde wird in diesem Rennen Dritter.
21. Ominös wie O
Don Wei hat jetzt herausgefunden, wer Molly wirklich ist. Er stellt sie zur Rede und unterhält sich mit ihr über die Vergangenheit. Don Wei möchte nicht, dass sie weiter Rennen fliegt, aber Molly macht weiter. Bei dem Rennen stürzen Molly und Jordan mit dem Arrow 3 in eine sehr tiefe Schlucht.
22. Verschollen auf Ōban
Nachdem Molly und Jordan wieder aufgewacht sind, machen sie sich auf den Weg, wieder zum Team zu gelangen. Die beiden kommen zu einem Tempel, in dem sie die Schöpfer von Ōban treffen. Diese erzählen ihnen die Geschichte über Ōban und das größte Rennen aller Zeiten.
23. Kaltherzig wie Kross
Molly will es wissen. Mutig stellt sie den Avatar zur Rede, ob das große Rennen wirklich nur zur Bestimmung eines neuen Avatar gedacht ist. Kurz darauf erscheint Satis, er bestätigt ihre Vermutung. Den Teilnehmern ist es ab jetzt freigestellt, ob sie weiter am Rennen teilnehmen wollen. Molly entscheidet sich zuerst nicht dafür, steigt später aber wieder ein, um zu verhindern, dass Kross Avatar wird.
24. Canalettos Rache
Molly, Jordan und Aikka verbünden sich im letzten Rennen gegen Kross, nachdem dieser einen Teilnehmer nach dem anderen ausgeschaltet hat. Molly kann Kross ganz knapp besiegen, indem sie das gleiche Manöver wie ihre Mutter ausführt: Sie weicht elegant den Klingen seines Star Racers aus. Danach drückt sie den Star Racer von Kross in den Boden, wodurch der Racer explodiert und Kross stirbt. Doch als Satis sie zur Avatarkrönungszeremonie ruft, läuft das Mädchen weg, um nach Aikka zu suchen, der seit dem Rennen gegen Kross verschollen ist. Dadurch befreit sie versehentlich Canaletto, der seit 10.000 Jahren darauf wartet, Rache nehmen zu können.
25. Neue Verbündete
Ganz Ōban ist zerstört. Nichts blüht mehr. Einzig das Team Erde hat überlebt. Es hat sich in den letzten Tempel zurückgezogen. Plötzlich taucht der halb verdurstete Prinz Aikka auf und sagt Molly, sie müsse sich sofort zum Tempel des Herzens begeben, da sonst Canaletto die Macht an sich reißt. Molly, Jordan und Aikka machen sich auf den Weg. Doch als sie am Tempel auftauchen, verwandeln sich die Wandzeichnungen zu riesigen Monstern, die fast unzerstörbar sind. Doch dann erscheint O, welcher sich in ein riesiges, starkes Wesen mit Armen und Beinen verwandelt. Er hält die „Wächter“ auf, sodass Molly und die anderen den Tempel betreten können. Doch O wird von den Wächtern hingeschlachtet. Darauf explodiert er und die Wesen und O sterben.
26. Der Augenblick der Wahrheit
Im Tempel angekommen, suchen Molly, Jordan und Aikka nach Canaletto. Als sie ihn gefunden haben, setzt er Jordan und Aikka außer Gefecht. Dann redet er Molly ein, dass er Avatar werden soll. Er erzählt ihr, dass er den Unfall bei Rick verursacht hat und der Mörder ihrer Mutter ist. Plötzlich taucht Jordan auf und opfert sich für Molly und wird neuer Avatar. Zum Schluss reisen alle glücklich und zufrieden auf ihre Planeten zurück. Molly geht auf eine andere Schule und sie lebt nun mit ihrem Vater zusammen.

## Synchronisation
| Rolle           | Französische Sprecher  | Deutscher Sprecher                      |
| --------------- | ---------------------- | --------------------------------------- |
| Molly / Eva Wei | Gabrielle Jeru         | Corinna Dorenkamp                       |
| Jordan          | Thomas Guitard         | Nico Sablik                             |
| Rick            | Alexandre Coadour      | Stephan Schleberger                     |
| Don Wei         | Jérôme Keen            | Rolf Berg                               |
| Avatar / Toros  | Mathieu Barbier        | Matthias Haase /                        |
| Stan / Satis    | Nicolas Mead           | Philipp Schepmann / Hans-Gerd Kilbinger |
| Koji            | Vincent Latorre        | Nicolás Artajo                          |
| Prinz Aikka     | Rémi Caillebot         | Wanja Gerick                            |
| Maya Wei        | Sarah Bouché de Vitary |                                         |

## Musik
Die Musik der Serie wurde komponiert von Iwasaki Taku. Für den Vorspann verwendete man das Lied A Chance to Shine von Yōko Kanno, gesungen von Akino. Der Abspann wurde unterlegt mit Sukoshi Mous Lied Waratteta.